# Policía de la Capital
La Policía de la Capital fue una fuerza de Seguridad que cumplió funciones en la Ciudad de Buenos Aires, desde el año 1880 hasta la creación de la Policía Federal Argentina en 1943, la cual continuó sus funciones. La nueva fuerza dependió del Ministerio del Interior de la Nación, y su primer Jefe fue Marcos Mariano Paz.
Su creación se debió a la federalización de Buenos Aires, hecho que dividió a la Policía de la Provincia de Buenos Aires, asumiendo esta las funciones de seguridad en el resto de la Provincia de Buenos Aires, y la recién creada Policía se adjudicaría la jurisdicción de la Capital Federal. Posteriormente, la fuerza provincial trasladaría su jefatura a la Ciudad de La Plata en el año 1884, dos años después de su fundación.
Paulatinamente, se comenzaría a crearse diferentes Dependencias policiales a fin de la lucha contra el crimen, como la Comisaría de Pesquisas en 1885 (que se convertiría en 1897 en la Comisaría de Investigaciones y más adelante sería la División Investigaciones), la Oficina Antropométrica en 1889, la División Fotografía Policial en 1905, entre otras unidades policiales. Así mismo, en 1903 la Policía comenzaría a realizar prontuarios y a emitir pasaportes.
Por otro lado, durante la jefatura del Coronel Ramón Falcón (1906-1909), se crearon escuelas de formación policial, con el objeto de profesionalizar al persona de la institución, siendo creadas en 1906 la Escuela de Cadetes y en 1907 la Escuela de Agentes.

## Nómina de Jefes de Policía
Nota: Solo se encuentran listado funcionarios designados como "Jefe de la Policía de la Capital", o en su defecto "Prefecto General de Policía". Los funcionarios que ejercieron el cargo de manera interina se encuentran indicados en la sección de notas.
|  | Nombre                    | Período                                                                                      |
|  | ------------------------- | -------------------------------------------------------------------------------------------- |
|  | Marcos Mariano Paz        | 9 de diciembre de 1880 al 8 de mayo de 1885                                                  |
|  | Francisco Basiliano Bosch | 11 de mayo de 1885 al 15 de octubre de 1886                                                  |
|  | Aureliano Cuenca          | 15 de octubre de 1886 al 7 de febrero de 1888                                                |
|  | Alberto Capdevila         | 8 de febrero de 1888 al 27 de julio de 1890                                                  |
|  | José Inocencio Arias      | 27 de julio de 1890 al 7 de agosto de 1890                                                   |
|  | Daniel Donovan            | 7 de agosto de 1890 al 12 de octubre de 1892                                                 |
|  | Domingo Viejobueno        | 13 de octubre de 1892 al 28 de junio de 1893                                                 |
|  | José Luis Amadeo          | 28 de junio de 1893 al 6 de julio de 1893                                                    |
|  | Joaquín Montaña           | 6 de julio de 1893 al 10 de febrero de 1894                                                  |
|  | Manuel Jorge Campos       | 3 de agosto de 1894 al 3 de marzo de 1896                                                    |
|  | Francisco Julián Beazley  | 3 de marzo de 1896 al 12 de octubre de 1904                                                  |
|  | Rosendo María Fraga       | 12 de octubre de 1904 al 6 de julio de 1906                                                  |
|  | Rodolfo Dominguez         | 6 de julio de 1906 al 4 de septiembre de 1906                                                |
|  | Ramón Lorenzo Falcón      | 7 de septiembre de 1906 al 14 de noviembre de 1909                                           |
|  | Luis Dellepiane           | 17 de noviembre de 1909 al 15 de noviembre de 1912                                           |
|  | Eloy Udabe                | 15 de noviembre de 1912 al 12 de octubre de 1916                                             |
|  | Julio Moreno              | 21 de octubre de 1916 al 13 de septiembre de 1918                                            |
|  | José Casas                | 13 de septiembre de 1918 al 21 de diciembre de 1918                                          |
|  | Elpidio Gonzalez          | 9 de enero de 1919 al 2 de septiembre de 1921 30 de noviembre de 1921 al 14 de marzo de 1922 |
|  | Martín Bortagaray         | 18 de marzo de 1922 al 24 de octubre de 1922                                                 |
|  | Jacinto Fernandez         | 24 de octubre de 1922 al 6 de mayo de 1927                                                   |
|  | Francisco Wright          | 6 de mayo de 1927 al 10 de octubre de 1928                                                   |
|  | Juan Graneros             | 12 de octubre de 1928 al 6 de septiembre de 1930                                             |
|  | Ricardo Ireneo Hermelo    | 6 de septiembre de 1930 al 9 de diciembre de 1930                                            |
|  | Enrique Pilotto           | 9 de diciembre de 1930 al 22 de febrero de 1932                                              |
|  | Luis Jorje García         | 22 de febrero de 1932 al 7 de febrero de 1935                                                |